# 만날수 없는 사람
<만날수 없는 사람>은 대한민국의 여성 싱어송라이터 장덕에 의해 작사 · 작곡된 곡이다. 장덕의 두번째 솔로 음반이자 두 번째 컴필레이션 음반 《순정》에 실려 발표되었다.

## 배경
이 곡은 장덕이 1979년 초 미군 린과 결혼하며 미국으로 이민 간 어머니를 그리는 마음으로 만든 곡으로 볼 수 있다. 어머니가 린과 결혼한 것은 자신의 삶보다 장현 · 장덕 남매의 미래를 위해 어쩔 수 없이 선택한 결정이었다. 어머니는 린에게 약속 받고 장덕 · 장현 남매를 미국으로 불러 공부를 시키려는 목적을 갖고 있었던 것이다. 결혼하여 새 살림을 차린 아버지 장규상은 자식들의 교육에는 일체 관심이 없었다. 오히려 학교 교육은 쓸모없는 것이라며 학교를 그만두기를 부채질 하기도 했다. 장현이 고등학교를 그만 둔 것도 아버지 장규상의 영향이었다.